# Head On
Head On – australijski dramat filmowy w reżyserii Any Kokkinos z 1998 r.

## Fabuła
Dziewiętnastoletni Ari z pochodzenia jest grekiem, jednak mieszka z rodzicami w Australii. Chłopak ani się nie uczy, ani nie pracuje. Rodzice wychowują go w tradycji greckiej, która coraz bardziej przybija chłopaka. Ari jako nastolatek nie wie, czym chce się zajmować w dorosłym życiu i cały czas spędza na chodzeniu po barach i klubach. Ponadto nie jest w stałym związku, życie uczuciowe urozmaica krótkimi spotkaniami z kobietami, jak i z mężczyznami. W ciągu dnia, żeby nie myśleć o innych sprawach, zażywa narkotyki. Jednak przychodzi czas, gdy musi podjąć decyzje o tym kim jest i co dalej zrobi ze swoim życiem. 

## Obsada
Źródło: Filmweb
- Alex Dimitriades - Ari
- Julian Garner - Sean
- Paul Capsis - Johnny
- Tony Niko - Dimitri
- Dora Kaskanis - Dina
- Elena Mandalis - Betty
- María Mercedes - Tasia
- Alex Papps - Peter
- Maya Stange - Janet

i inni.